# Пенджикентський хукумат
Пенджике́нтська но́хія (тадж. Ноҳияи Панҷакент) — адміністративна одиниця другого порядку в складі Согдійського вілояту Таджикистану. Центр — місто Пенджикент, розташоване за 290 км від Худжанда.

## Географія
Нохія розташована в долині річки Зеравшан. На сході межує з Айнинською нохією Согдійського вілояту, на півночі, півдні та заході має кордон з Узбекистаном.

## Адміністративний поділ
Адміністративно нохія поділяється на 14 джамоатів:
| Пенджикентська нохія (2002) |           |                  |
| Джамоат                     | Населення | Центр            |
| Амондаринський джамоат      | 13372     | кишлак Амондара  |
| Воруський джамоат           | 12445     | кишлак Вору      |
| Єрійський джамоат           | 21343     | кишлак Єрі       |
| Колхозчійонський джамоат    | 19179     | кишлак Гусар     |
| Косатароський джамоат       | 19502     | кишлак Косатарош |
| Куштеппський джамоат        | 14122     | кишлак Куштеппа  |
| Могійонський джамоат        | 16574     | кишлак Могійон   |
| Рудакійський джамоат        | 17239     | кишлак Негнот    |
| Суджинський джамоат         | 13231     | кишлак Суджина   |
| Чимкургонський джамоат      | 21332     | кишлак Чимкургон |
| Чінорський джамоат          | 6711      | кишлак Чінор     |
| Фаробський джамоат          | 7583      | кишлак Фароб     |
| Хурмінський джамоат         | 11786     | кишлак Гарібак   |
| Шинзький джамоат            | 9957      | кишлак Шинг      |

## Історія
Нохія утворена за радянський часів як Пенджикентський район в складі Ленінабадської області Таджицької РСР. Після отримання Таджикистаном незалежності називається Пенджикентською нохією.